# Plantador

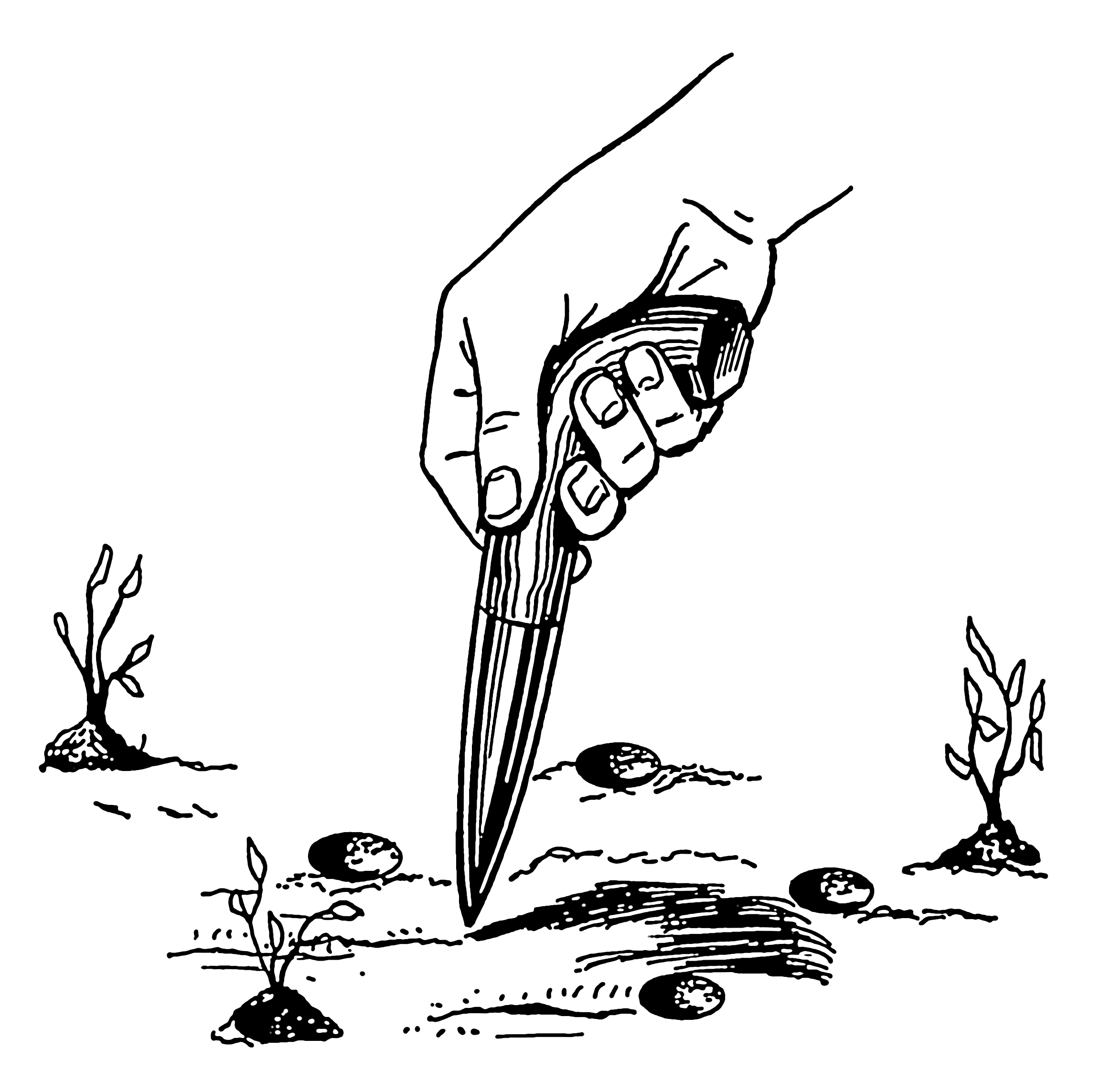
Dibujo de un plantador

Un plantador es una herramienta agrícola utilizada para hacer agujeros en la tierra y poner semillas, plantas o bulbos.
Antes estaban fabricados en madera y actualmente son de metal o plástico. Su forma más habitual es la cónica con un mango formando un ángulo de 45 grados aproximadamente. También los hay como si fueran pequeñas palas. 
Para plantar con el plantador se hace un agujero en la tierra presionando con la punta de la herramienta y, si la tierra no está demasiado seca, se mantendrá el agujero para poder dejar la semilla, ubicar las raíces de la planta o dejar una parte vegetativa.
Únicamente para plantar bulbos u otras estructuras similares, el plantador dispone de dos piezas móviles, que una vez colocado el bulbo dentro del plantador, se introducen en la tierra y hacen el agujero al tiempo que dejan el bulbo enterrado.